# Yaoqiang
Yaoqiang (kinesiska: 遥墙街道, 遥墙) är en socken i Kina. Den ligger i provinsen Shandong, i den östra delen av landet, omkring 25 kilometer nordost om provinshuvudstaden Jinan. Antalet invånare är 25 732. Befolkningen består av 12 958 kvinnor och 12 774 män. Barn under 15 år utgör 15,0 %, vuxna 15-64 år 73 %, och äldre över 65 år 11,0 %.
Genomsnittlig årsnederbörd är 841 millimeter. Den regnigaste månaden är juli, med i genomsnitt 315 mm nederbörd, och den torraste är januari, med 6 mm nederbörd.